# Jean-Paulin Niboyet

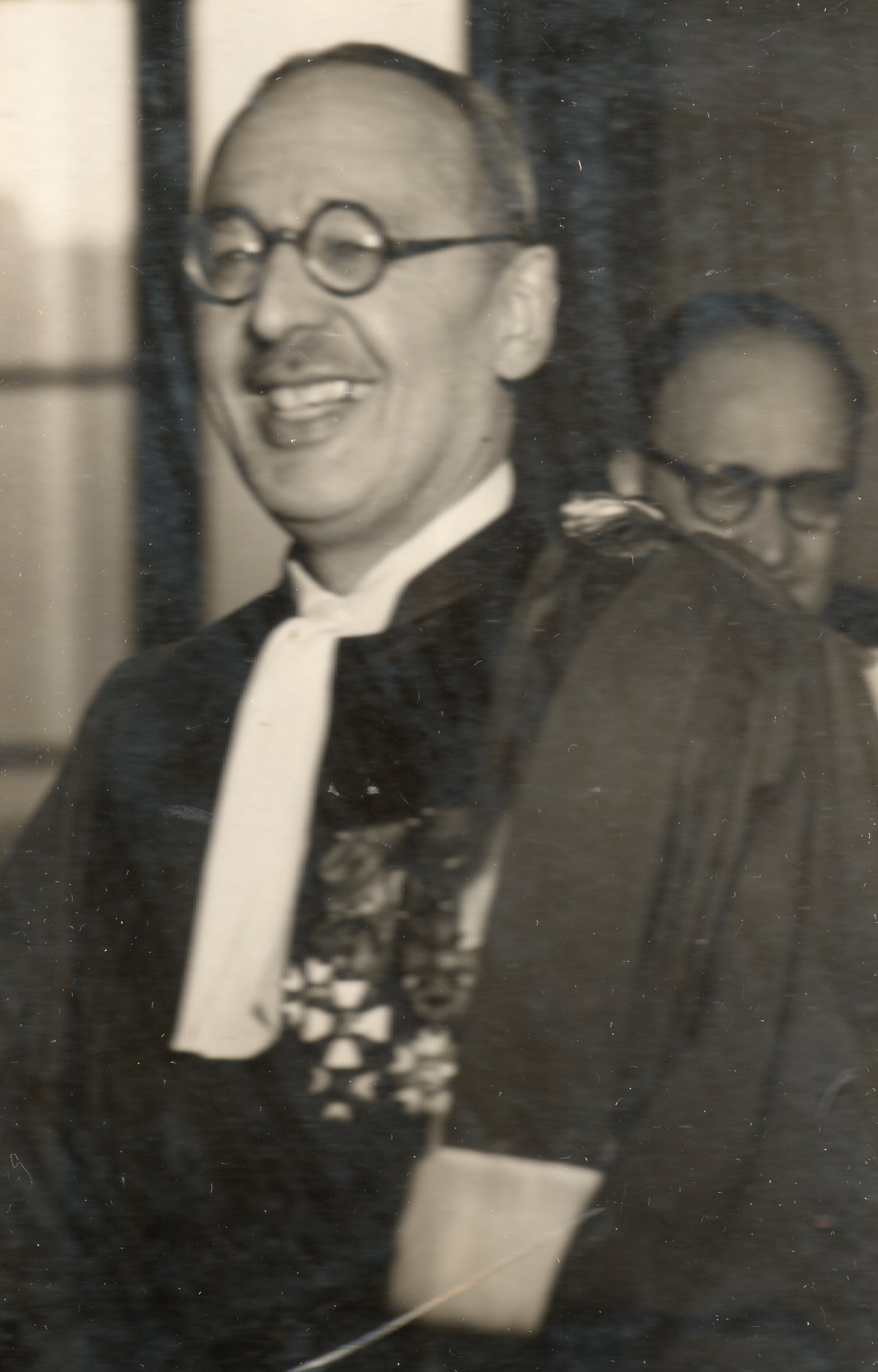
Jean-Paulin Niboyet

Jean-Paulin Niboyet (* 29. Oktober 1886 in Paris; † 2. März 1952 in Paris) war ein französischer Rechtswissenschaftler auf dem Gebiete des Internationalen Privatrechts.

## Leben
Niboyet wurde 1886 in Paris geboren. Er studierte von 1905 bis 1912 Rechtswissenschaften in Paris, insbesondere unter Louis Renault, Antoine Pillet, Armand Lainé und Albert Geouffre de Lapradelle. Ab 1914 kämpfte er in der französischen Armee im Ersten Weltkrieg. 1912 wurde er in Paris promoviert. Danach war er zunächst als chargé de cours an der Universität Lyon; außerdem verbrachte er ein Semester in Algier.
1919 erhielt er einen Ruf an die Universität Straßburg als Professor für Internationales Privatrecht, wo er bis 1926 blieb. Er war dort mit der Aufgabe der Erarbeitung des Übergangs- und Kollisionsrechts für die an Frankreich zurückgefallenen Gebiete Elsass und Lothringen beauftragt. 1924 publizierte er gemeinsam mit seinem Lehrer Antoine Pillet das Manuel de droit international privé, das lange Zeit ein Standardwerk bleiben sollte. 1927 bis 1929 war er Professor an der Universität Lille. Ab 1926 war er zugleich auch Professor für Internationales Privatrecht am Institut des Hautes Etudes Internationales des Paris. Ab Mitte der 1920er Jahre löste er sich allmählich von den Lehren Pillets und dehnte den Anwendungsbereich der lex fori weiter aus (réalisme national). 1929 erhielt er einen Ruf nach Paris auf der Lehrstuhl für Zivilrechtsvergleichung. Niboyet verstarb 1952 in Paris. Seine Privatbibliothek befindet sich seit 1953 in Besitz der Universität des Saarlandes.
Niboyet war Herausgeber der Revue critique de droit international, Gründungsmitglied und Generalsekretär des Comité français de droit international privé und Generalsekretär der Association des juristes de langue française.
Seine Enkeltochter, Marie-Laure Niboyet, ist Universitätslehrerin auf dem Gebiete des Internationalen Privatrechts an der Universität Paris Ouest Nanterre La Défense.

## Veröffentlichungen (Auswahl)
- Manuel de droit international privé (1924, gemeinsam mit Antoine Pillet).
- Cours de droit international privé français (1947).
- Traité de droit international privé français (1949).